# (36441) 2000 PM28
2000 PM28 (asteroide 36441) é um asteroide da cintura principal. Possui uma excentricidade de 0.17372780 e uma inclinação de 6.50137º.
Este asteroide foi descoberto no dia 4 de agosto de 2000 por NEAT em Haleakala.